# Abschnittsbefestigung Stoffen
Die Abschnittsbefestigung Stoffen bezeichnet eine abgegangene frühgeschichtliche Abschnittsbefestigung bzw. eine spätmittelalterliche Höhenburg bei 632 m ü. NHN 2700 m südwestlich der Pfarrkirche Mariä Heimsuchung in Stoffen, einem Gemeindeteil der Gemeinde Pürgen im Landsberg am Lech in Bayern. Die Anlage wird als Bodendenkmal unter der Aktennummer D-1-8031-0034 als „Abschnittsbefestigung vor- und frühgeschichtlicher Zeitstellung sowie Burgstall des hohen und späten Mittelalters“ geführt.

## Beschreibung
Die Anlage liegt 600 m östlich des Lechs auf einer Geländekante im Schlach- bzw. Schlegelwald. Von der Filialkirche St. Gangwolf in Dornstetten auf der gegenüberliegenden Seite des Lechs ist der Burgstall ca. 1000 m entfernt. Das Gelände ist gegenüber dem Lechtal 40 m erhöht. Die in etwa viereckige Anlage besitzt in der Nord-Süd-Richtung die Ausmaße von ca. 100 m und in West-Ost-Richtung von 110 m. Das Burgareal ist vollständig bewaldet. 